# 窓文字

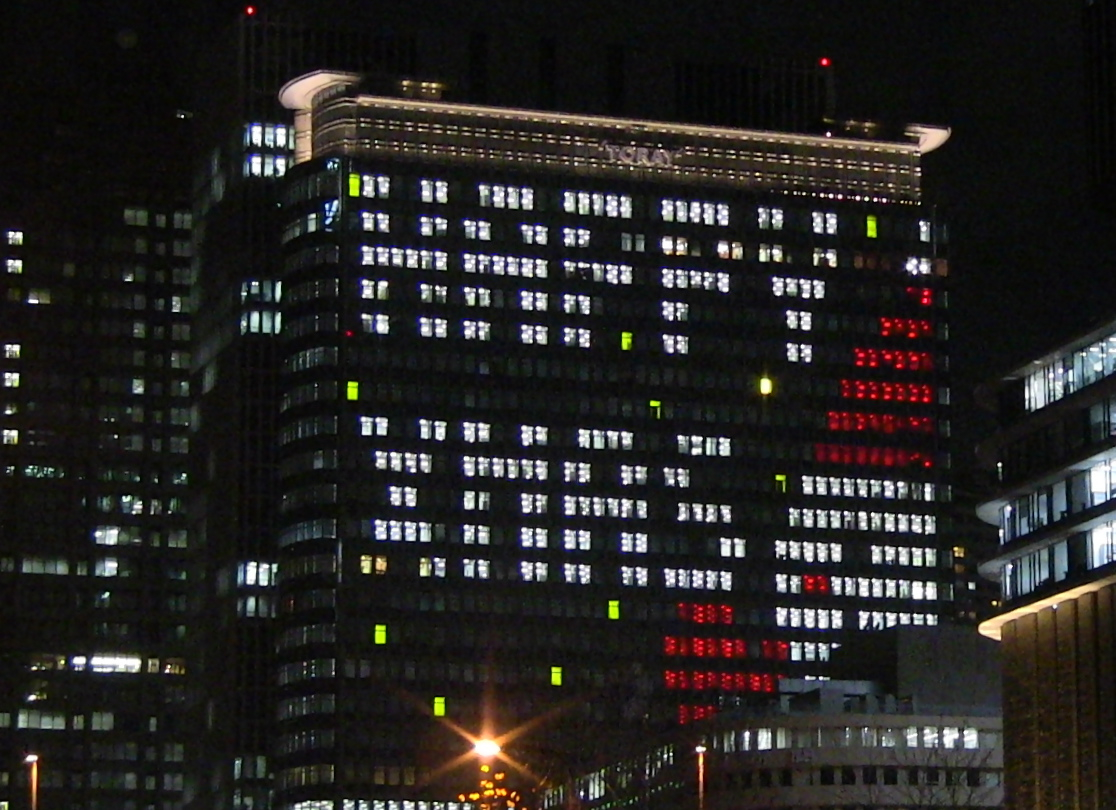
中之島三井ビルディング（大阪市・2012年「クリスマス」）。窓に赤いフィルムを貼り赤色を出している

窓文字（まどもじ）は、オフィスビルやホテルなど、縦横に多数の窓がある高層建築物において、カーテンやブラインドを開けた窓と閉めた窓、あるいは室内の照明を点灯した窓と消灯した窓を組み合わせ、遠方から見ることで文字や絵に見えるようにするもの。ウィンドウ・アート、ウィンドウ・イルミネーションとも呼ばれる。
通常は室内の色とカーテン・ブラインドの色、もしくは室内照明の色をそのまま利用するため単色の場合が多いが、窓に色付きの透明フィルムを貼ったり、カラーLED照明を使用したりして、複数の色を出す例もある。
クリスマスや年越しを含めたイベントの他、時にはプロポーズのような個人的用法も見られる。 
ホテルオークラ神戸は、阪神・淡路大震災後（1995年）や東日本大震災後（2011年）に縦書きで、ファイトなどの文字を浮かび上がらせた。カーテンの開閉には宿泊客も協力したという。

## ギャラリー

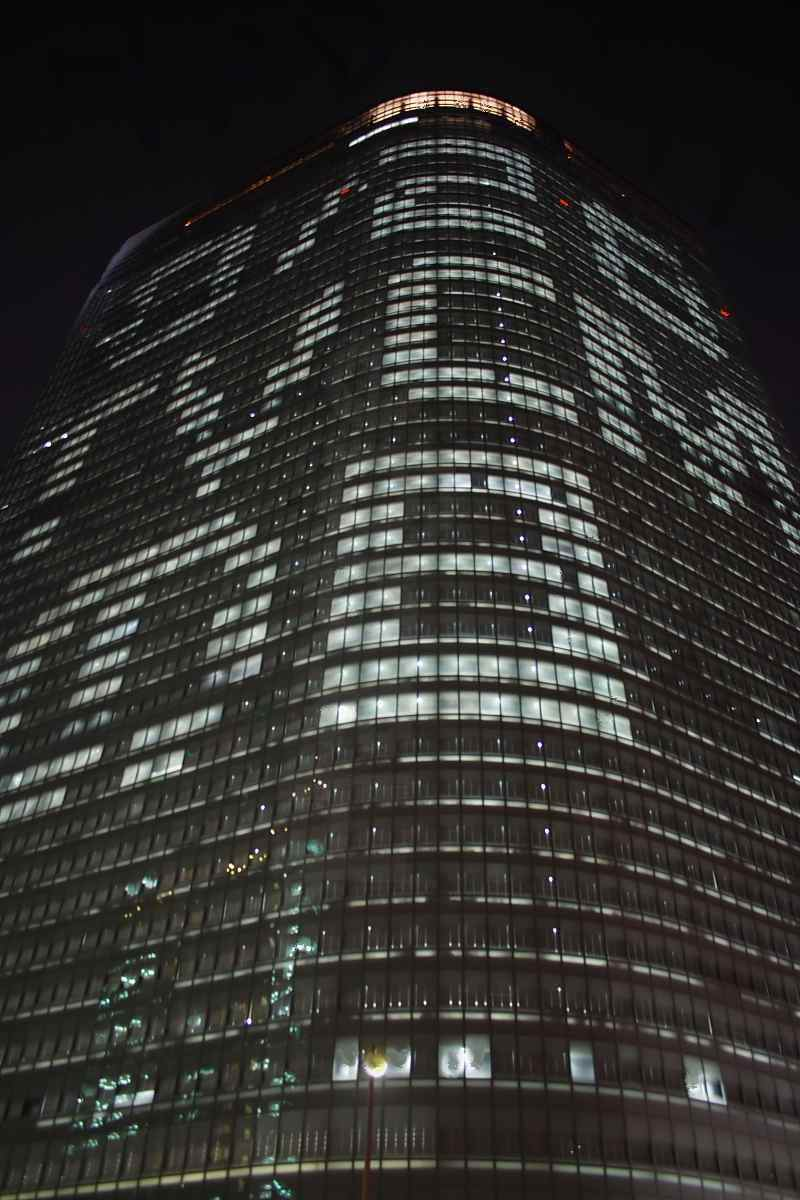
電通本社ビル（東新橋）・2005年「TVCMの日」
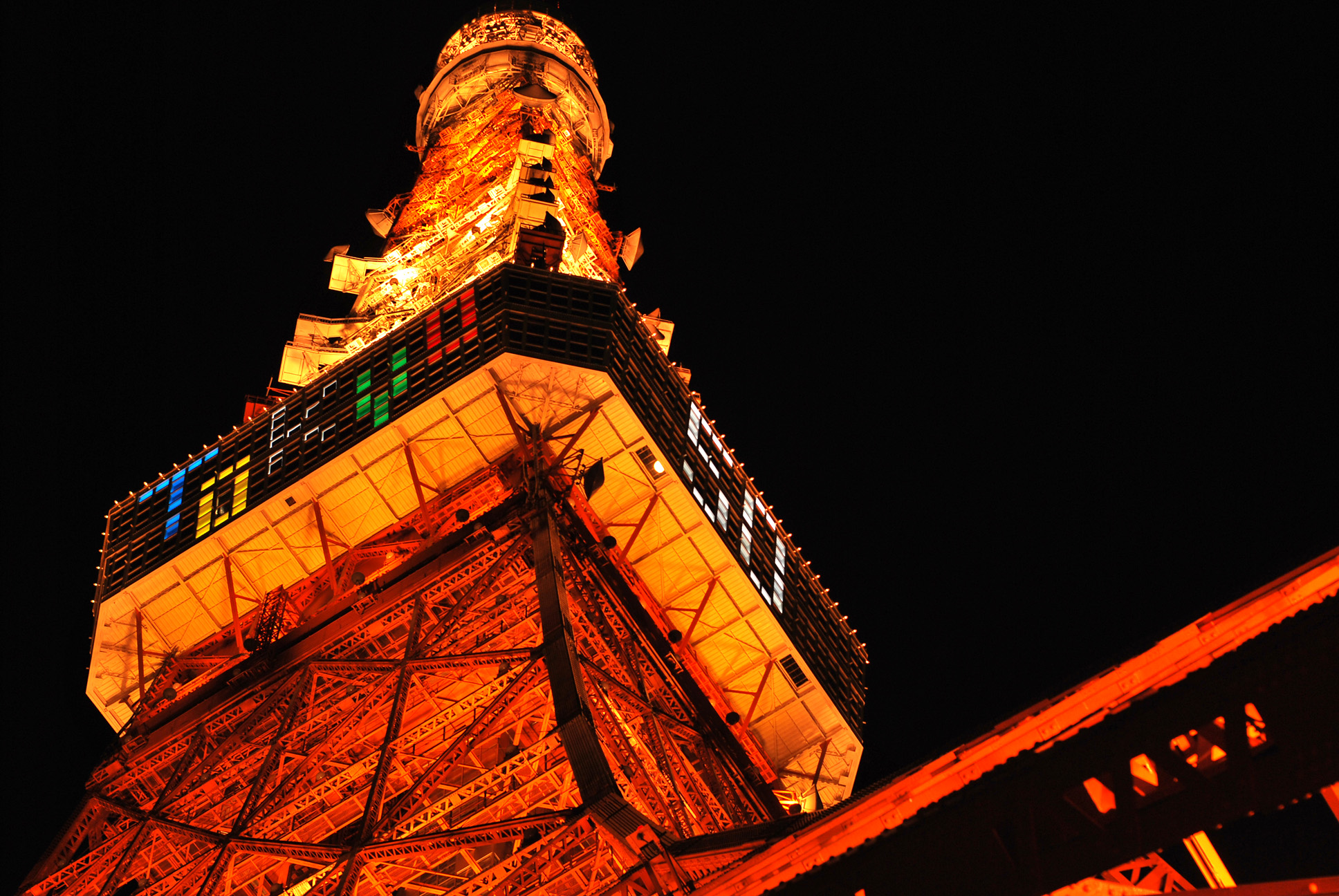
東京タワー（芝公園）・2008年「50th記念」
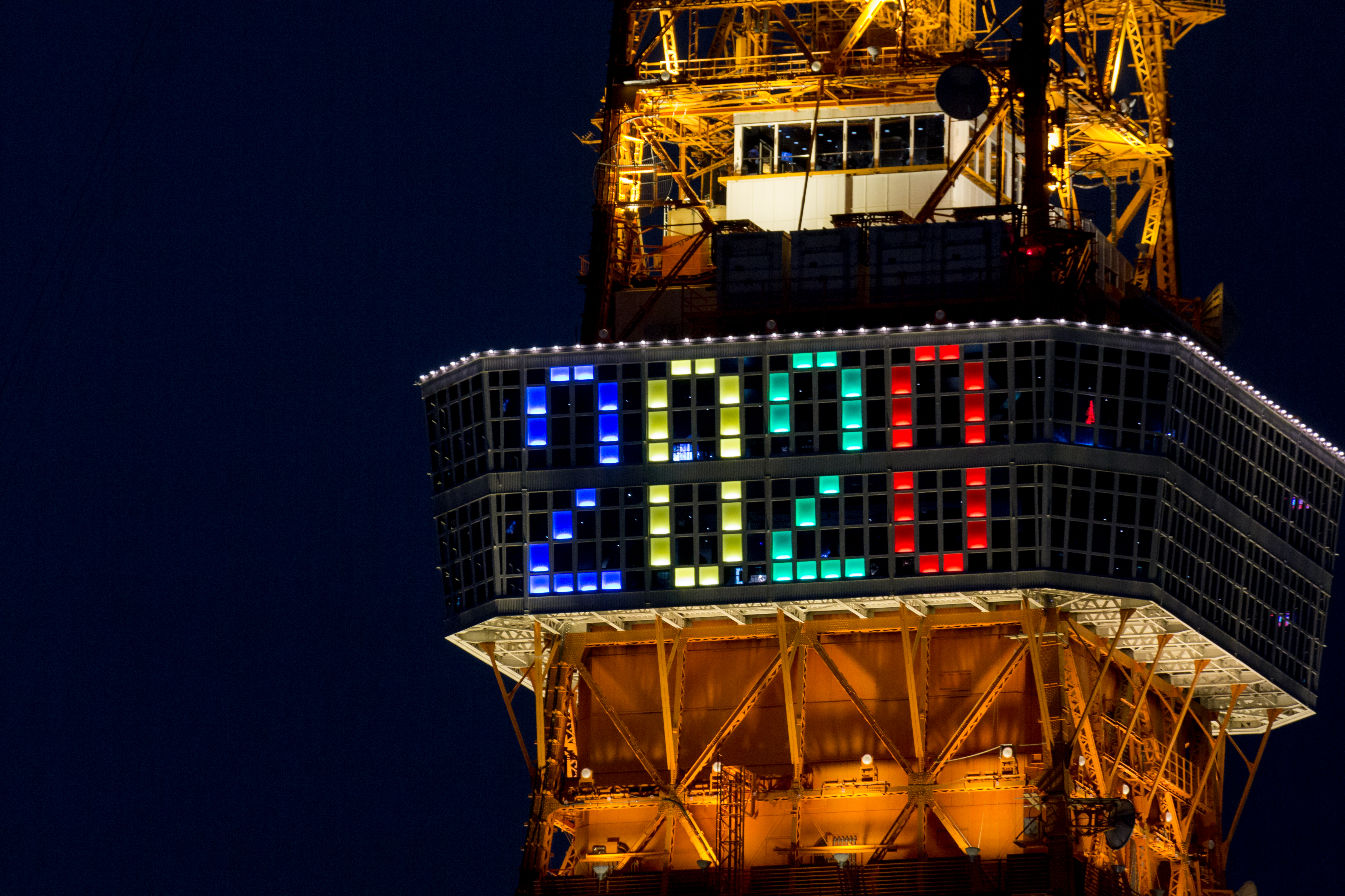
同・2013年「東京五輪招致」
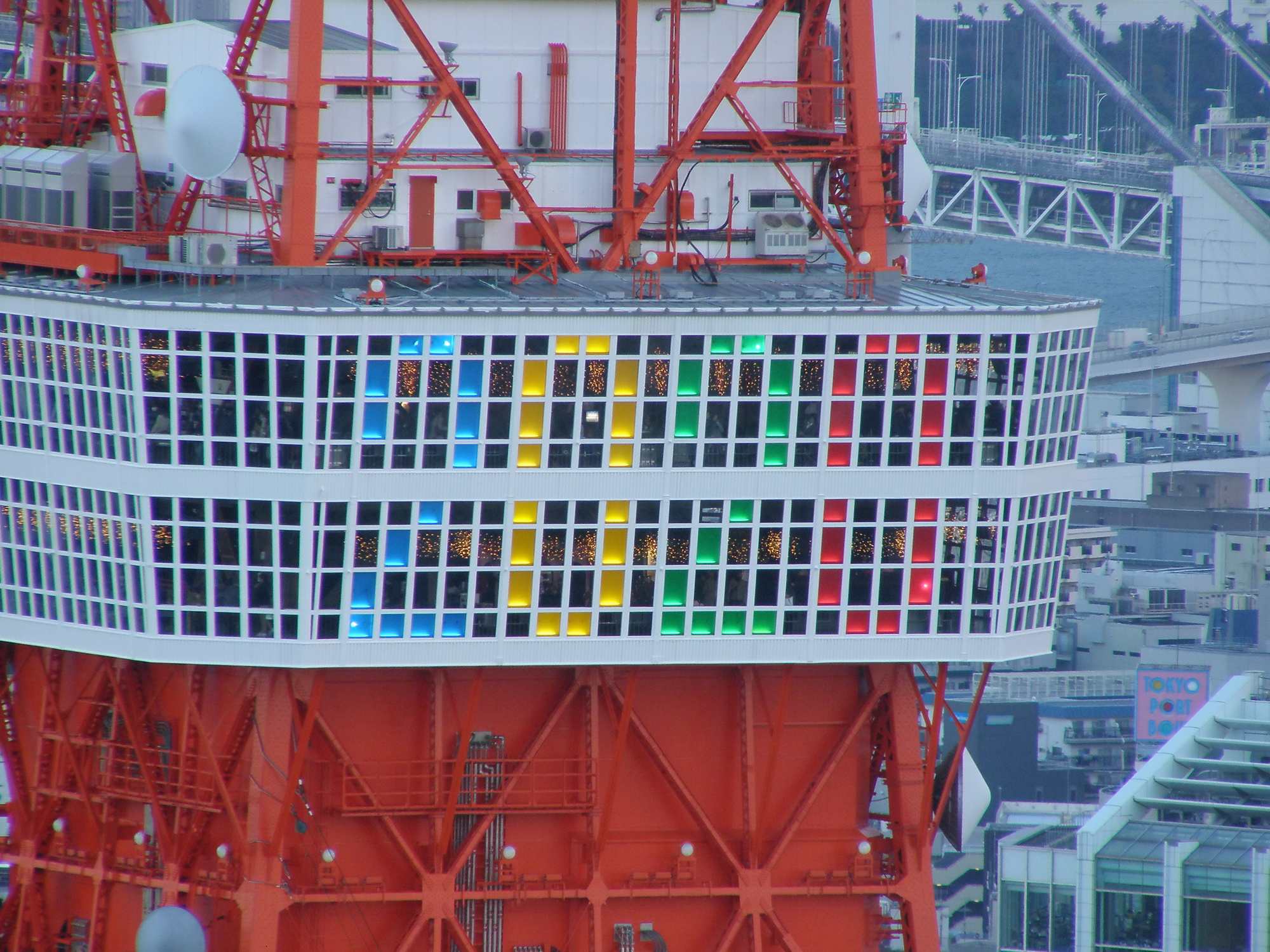
同・2013年「招致決定記念」
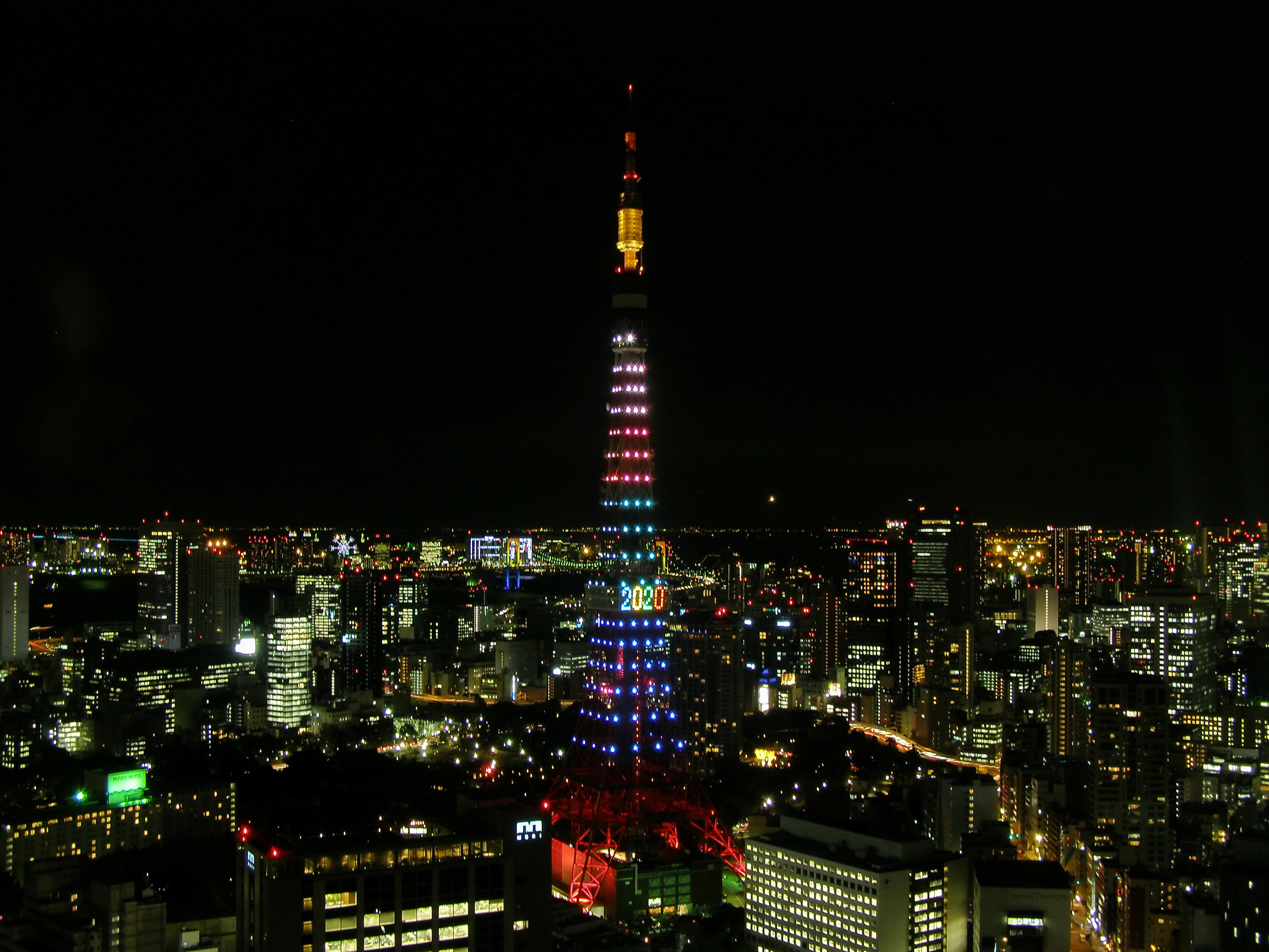
同・2013年「招致決定記念」
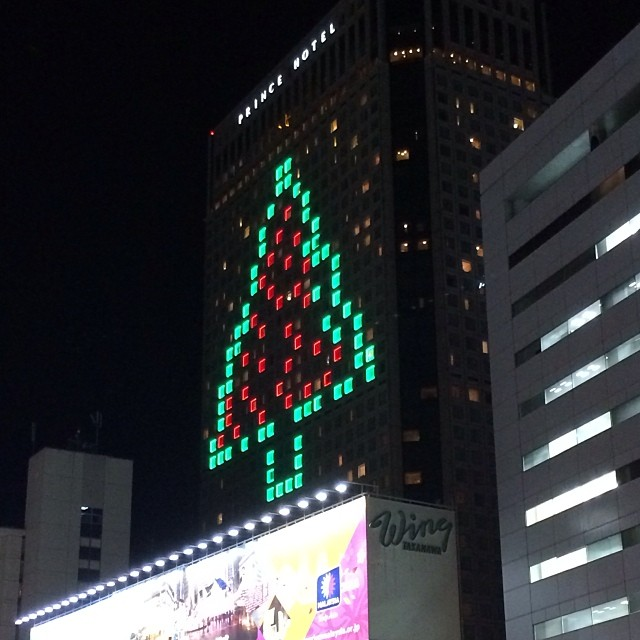
品川プリンスホテル（高輪）・2013年「クリスマスツリー」
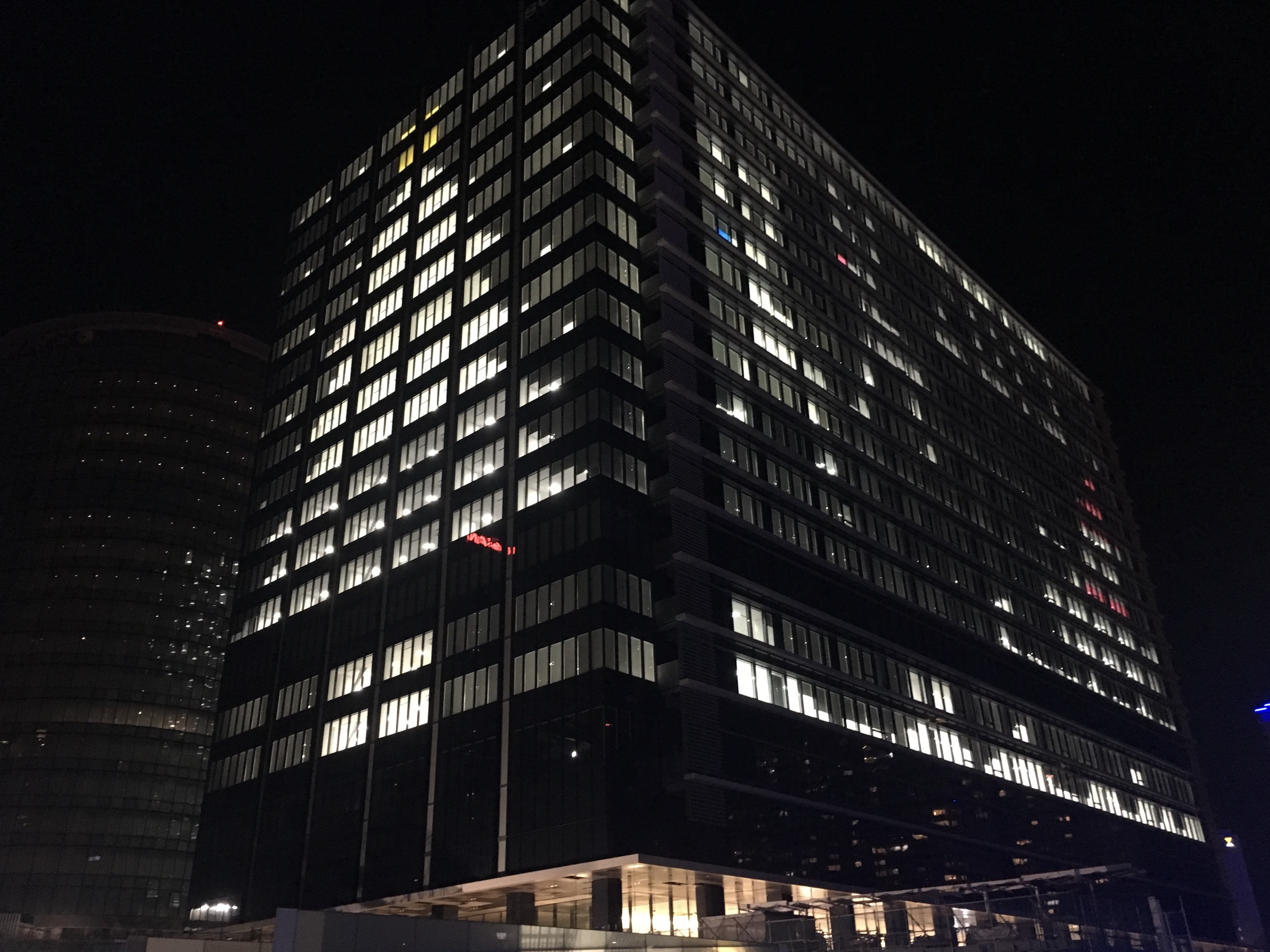
横浜グランゲート（みなとみらい）・2019年「クリスマス」
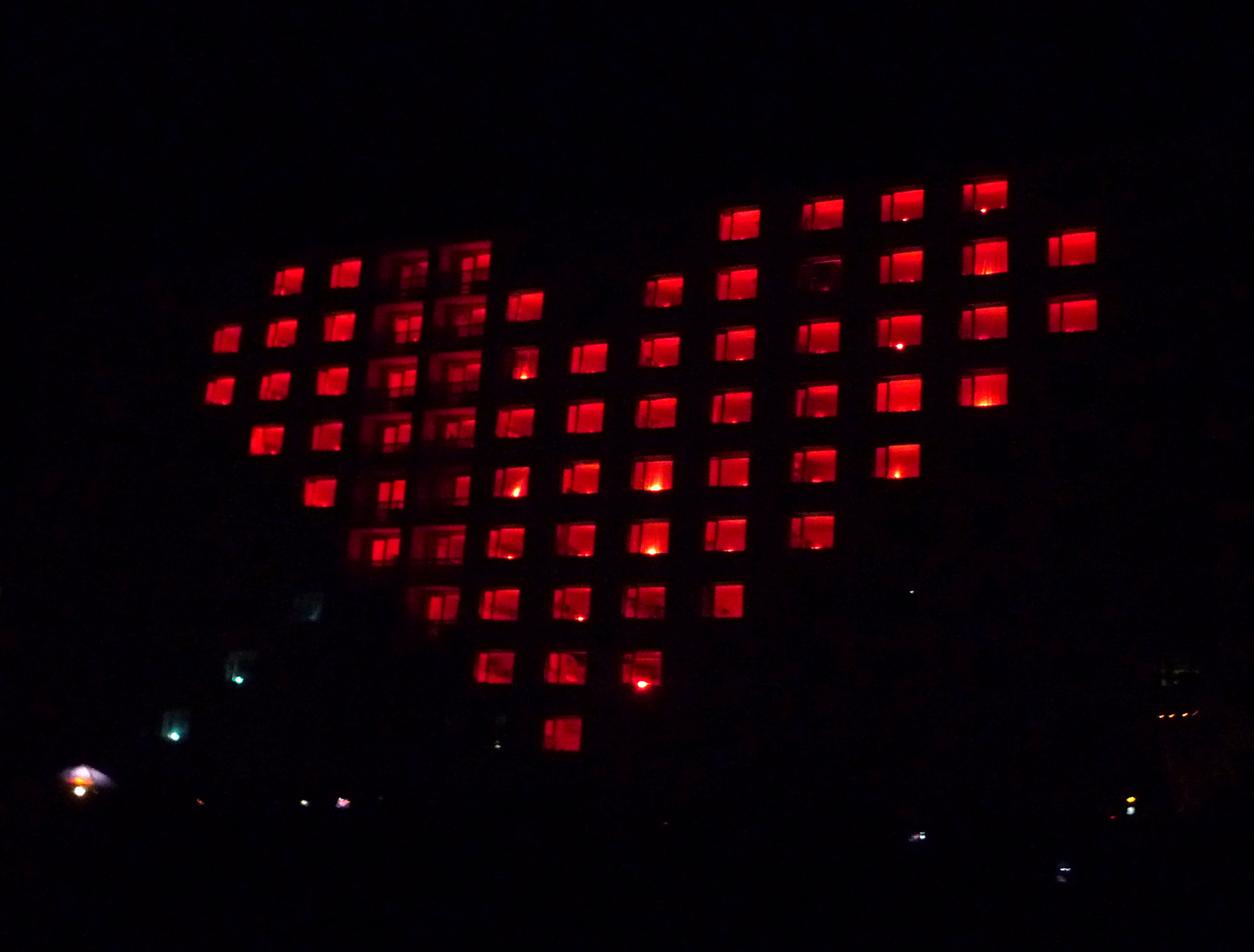
Light show Brno 2012（ チェコ）
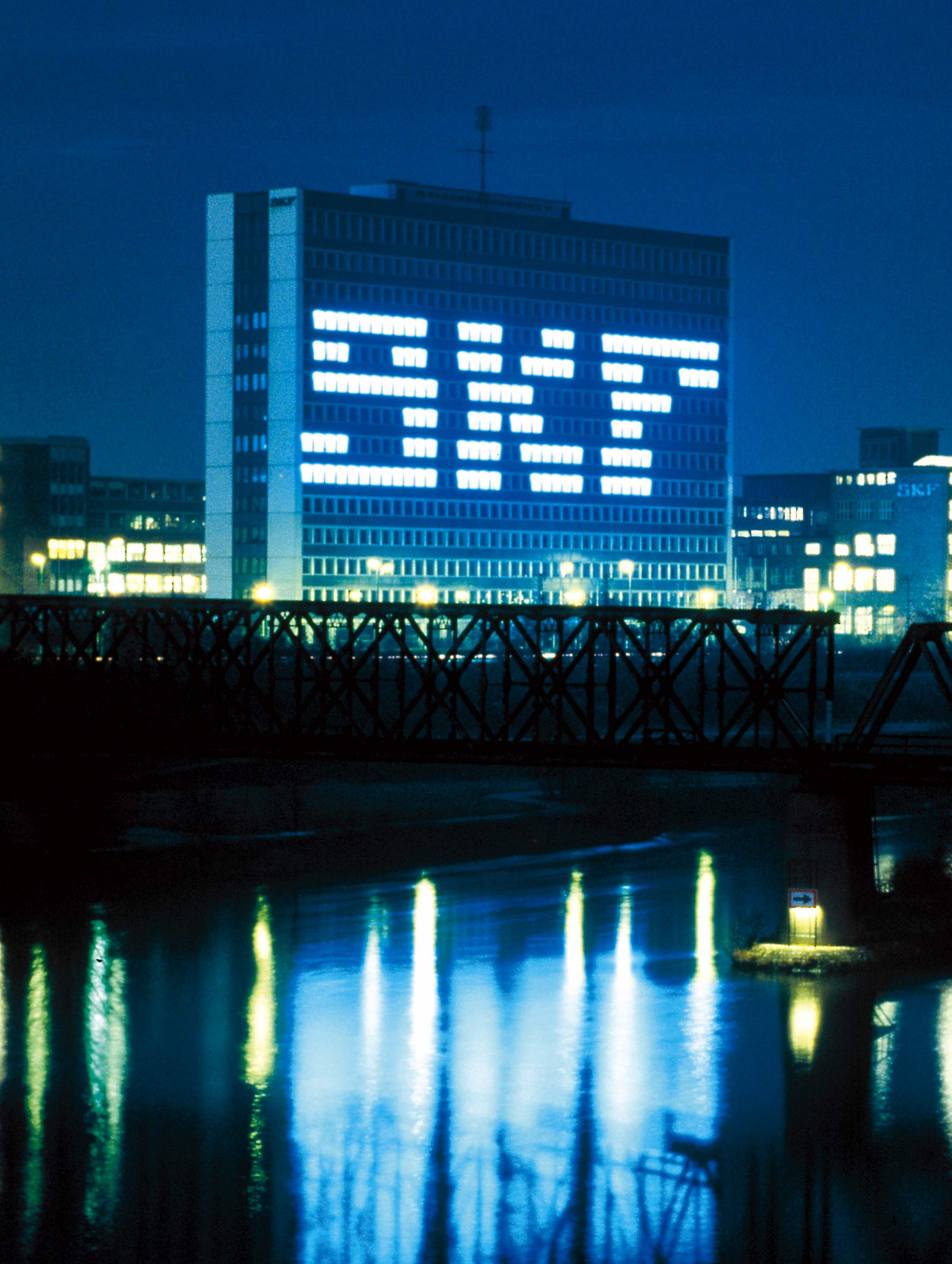
SKF社（ スウェーデン）
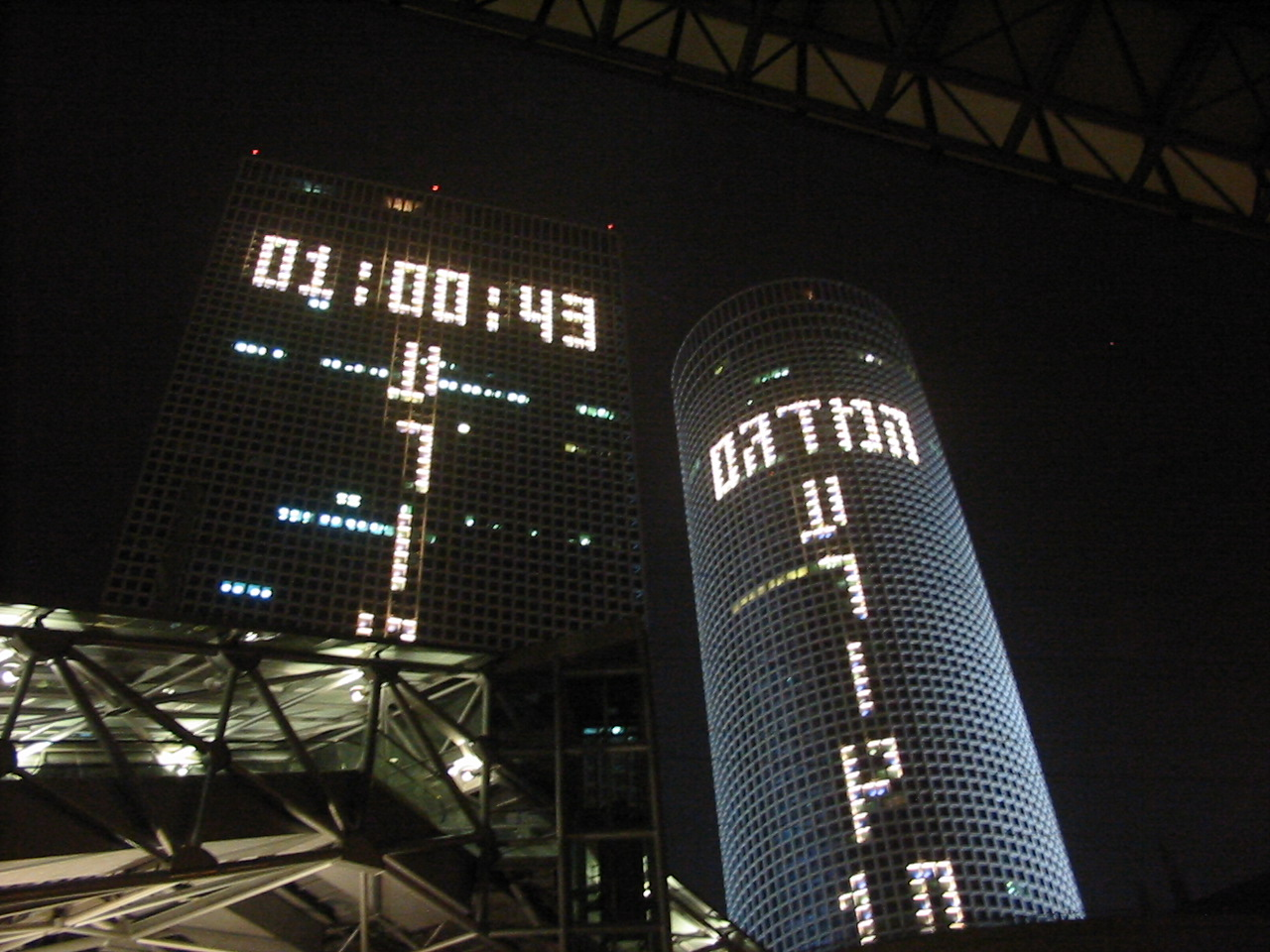
Azrieli Centerのカウントダウン（ イスラエル）